# Speedy J
Speedy J, pseudoniem van Jochem George Paap (Rotterdam, 14 februari 1969), is een Nederlands technoproducent. Hij staat bekend om het maken van techno, maar heeft gedurende zijn carrière geregeld uitstapjes gemaakt naar andere genres, zoals IDM. Hij geniet bekendheid vanwege de hit Pullover uit 1991.
De naam Speedy J kreeg Paap vanwege zijn snelle mixtechniek. Aanvankelijk had hij geen artiestennaam. Omdat DJ Jochem slecht zou klinken werd Speedy J voorgesteld.

## Pullover
Paap begon als dj en producer in de late jaren tachtig. Hij kocht tweedehandsapparatuur en begon te experimenteren met muziek. Hij raakte gefascineerd door de techno uit de Verenigde Staten en belde geregeld met labels om nieuwe platen te krijgen. Door telefonisch contact met John Acquaviva in 1990 wist hij een contract te krijgen bij het Amerikaanse label Plus 8 van Richie Hawtin. Ook maakte hij deel uit van het project Problem House samen met Peter Slaghuis en Jeroen Verheij (Secret Cinema). Zijn doorbraak was de harde technotrack Pullover (1991). Dit eenvoudige nummer was onder hardcore-dj's populair en groeide uit tot een hit in de top 40. Het nummer werd in 2014 uitgeroepen tot belangrijkste Nederlandse dancenummer door journalist Mark van Bergen, nadat hij voor zijn boek Dutch dance een peiling deed onder meerdere dj's. Ambities om meer van deze hits te maken, had hij echter niet. Een aanbod voor meerdere van deze singles sloeg hij dan ook af, omdat hij bang was voor de rest van zijn loopbaan aan deze stijl vast te zitten. Wel wist hij nog de technoplaten Something for your mind en 303 van Public Energy uit te brengen. Ook experimenteerde hij met progressive house op het project Country & Western, samen met producer Philippe Haex. Het nummer Reincarnation verscheen op diverse compilaties.

## Albums
De jaren daarop bewoog Paap zich meer richting de melodieuze techno en de IDM. Zo was hij prominent aanwezig op het verzamelalbum Artificial Intelligence van het Britse Warp Records. Zijn album Ginger (1993) werd door Plus 8 uitgebracht. De belangrijkste single daarvan is het nummer Pepper. Samen met Gijs Vroom begon hij het label Beam me up. Hij begon verder met liveoptredens. Een ingetogener album volgde in 1995 onder de titel G-Spot (1995). Een van de singles is The Oil Zone. In 1995 speelde hij op Pinkpop. Van dit optreden werd een liveregistratie op cd uitgebracht. In 1996 werd Pullover opnieuw een hitje door een remix van Celvin Rotane. Er volgen echter ook wat tegenslagen. Beam me up ging in 1996 failliet en door ziekte was Paap een paar maanden uit de roulatie.

## Duistere elektronica
In de jaren daarop verschoof Paap naar een veel ontoegankelijkere en donkerdere stijl. Zijn volgende album, Public Energy No.1 (1997), was een grote stijlbreuk en laat duistere, industriële elektronica horen en wordt uitgebracht op het NovaMute-label. Het droeg bij aan de ontwikkeling van IDM. Op het album A Shocking Hobby (2000) zette hij deze ontwikkeling voort. Onder zijn eigen naam bracht hij in 2000 in eigen beheer de compilatiealbums Vrs-Mbnt-Pcs 9598 I en Vrs-Mbnt-Pcs 9598 II uit, met rustige Ambient uit de periode 1995-1998. In deze periode werkte Paap samen met Mike Paradinas onder de naam Slag Boom Van Loon. Daarvan verschenen in 1998 de albums Slag Boom Van Loon en So Soon. In deze periode bleef hij echter ook dansbare house maken. Dit in samenwerking met Rene van der Weyde (Atlantic Ocean) onder diverse namen.

## Terugkeer naar techno
In 2000 keerde Paap terug naar techno. In 2000 deed hij dat eerst onder de naam Electric Deluxe, waar hij een single met dezelfde naam uitbracht. Nadat dit nummer goed ontvangen was, begon hij weer onder zijn eigen naam techno uit te brengen. Het geluid was harder en donkerder dan op zijn albums die hij in de jaren negentig uitbracht. Het vijfde album van Paap was een uitwerking van deze hardere en meer minimale stijl van techno, en is getiteld Loudboxer (2002). Het was het meest dansvloergerichte album dat tot dan toe was uitgebracht. Het album is opgezet als een dj-set met nummers die allemaal in elkaar overlopen.

## Collabs
Collab is de afkorting van collaboration, Engels voor "samenwerking". Collabs was de naam van een reeks vinyl-ep's waarop Paap samenwerkte met verschillende technoartiesten. Na Collabs 300 en Collabs 301 (een samenwerkingsverband met de Duitse dj-producent Chris Liebing) begonnen Paap en Chris Liebing aan een Collabstournee, waar ze live musiceerden met elektronische apparaten als een sampler en daarnaast ook platenspelers. Een album, Collabs 3000: Metalism, werd op 10 november 2005 uitgebracht door het platenlabel NovaMute. In 2004 werkte hij samen met de Duitser Pete Namlook aan het zeer experimentele album pp & nmlk. Alle titels op dit album zijn van klinkers ontdaan.
In 2007 verscheen er weer een nieuw project: een dvd met als naam Umfeld, waarop een abstracte muziekfilm te zien is. De dvd werd gratis aangeboden op zijn website met als idee dat op die manier meer mensen het zouden horen. Hij richtte ook een label op onder de naam Electric Deluxe.

### Discografie (selectie)
- Vrs-Mbnt-Pcs 9598 I, onder zijn eigen naam Jochem Paap (2000)
- Vrs-Mbnt-Pcs 9598 II, onder zijn eigen naam Jochem Paap (2000)

### Collabsdiscografie
- Collabs 100 met Adam Beyer
- Collabs 200 met Literon
- Collabs 300 met Chris Liebing
- Collabs 301 met Chris Liebing
- Collabs 400 met George Issakidis
- Collabs 401 met George Issakidis